# 伊那佐村
伊那佐村（いなさむら）は、奈良県宇陀郡にあった村。昭和の大合併に伴い、榛原町の一部となった。現在は宇陀市の一部。

## 沿革
- 1889年4月1日 - 町村制施行に伴い比布村，高塚村，福西村，池上村，栗谷村，石田村，山路村，大貝村，沢村，三宮寺村，母里村が合併して宇陀郡伊那佐村が成立。
- 1954年7月1日 - 榛原町に編入され消滅。

## 経済
農業
『大日本篤農家名鑑』によれば、伊那佐村の篤農家は「福角敏夫、大森徳平、森開駒蔵、小林萬平、北岡兵七、栗野源一郎、栗野彌三郎、田中音次郎、和田輿市、室住宇吉、田畑寅次郎、山本富三郎」などである。

## 医療
医師
- 前田元朗[2]

## 出身人物
- 山田安民（実業家） - 信天堂山田安民薬房（ロート製薬の前身）創業。
- 津村重舎（実業家） - 津村順天堂（現ツムラ）創業。山田安民の実弟。
- 津村岩吉（実業家） - 津村敬天堂創業。山田安民、津村重舎の実弟。